# (10155) Numaguti
(10155) Numaguti (1994 VZ2) – planetoida z pasa głównego asteroid okrążająca Słońce w ciągu 3,61 lat w średniej odległości 2,35 j.a. Odkryta 4 listopada 1994 roku.